# Breitenfurt bei Wien
Breitenfurt bei Wien  är en ort och kommun  i Österrike. Den ligger i distriktet Mödling i förbundslandet Niederösterreich, cirka 15 kilometer sydväst om Wien.